# Dečani
Dečani, ou Dechani, (em sérvio:  Дечани, transl. Dečani; em albanês:  Deçan) é um município do oeste da Província Autônoma de Cossovo e Metóquia, fazendo parte do Distrito de Peć, sendo de jure parte da República da Sérvia. 
Sua população é de 38 984 (2011). Sua área é de 373 km² com 40 aldeias no município. É uma área montanhosa que faz fronteira com a Albânia e Montenegro.